# SMAP 004
『SMAP 004』是SMAP第4張專輯，於1993年7月7日由Victor Entertainment發行。

## 簡介
- 首張收錄全部成員獨唱歌曲之專輯。歌曲次序更以一年12個月順序排列而成。
- 首張沒有以成員合照作為封面的專輯。當時的唱片一般都以歌手的相片作為封面，事務所為了嘗試突破以往傑尼斯偶像的形象，把原本一向擁有封面設計主導權交給唱片公司負責，這個決定也影響了以後SMAP的影音產品的封面設計。

## 收錄歌曲
1. ポケットに青春のFUN FUN FUN 
  - 作詞：戶澤暢美 / 作曲、編曲：CHOKKAKU / 合唱編排：佐佐木久美
2. かなしいほど青い空
  - 作詞：小倉めぐみ / 作曲：多多納好夫 / 編曲：小野澤篤 / 合唱編排：松下誠
  - 其後收錄於專輯pamS
3. 永不忘記（專輯版本）
  - 作詞：森浩美 / 作曲：馬飼野康二 /  編曲：長岡成貢
4. 永遠に抱きしめたい
  - 作詞：吉元由美 / 作曲：羽場仁志  / 編曲：CHOKKAKU / 合唱編排：佐佐木久美
  - 森且行的獨唱曲
5. 5月の風を抱きしめて
  - 作詞：相田毅  / 作曲、編曲：岩田雅之
  - 草彅剛的獨唱曲，其獨特的歌詞曾是當時的笑話。
6. 幸せになってよ  
  - 作詞：小倉めぐみ / 作曲、編曲：長岡成貢 / 合唱編排：松下誠
7. 日曜日のアニキの役
  - 作詞：戶澤暢美 / 作曲：太田美知彥 / 編曲：CHOKKAKU / 合唱編排：松下誠
  - 香取慎吾的獨唱曲
8. それでも君を好きになる
  - 作詞：相田毅 / 作曲：谷本新 / 編曲：土方隆行 / 合唱編排：松下誠
9. September Rain
  - 作詞：覺和歌子 / 作曲、編曲：長岡成貢 / 合唱編排：岩田雅之
  - 稻垣吾郎的獨唱曲
10. こんなに僕を切なくさせてるのに
  - 作詞：小倉めぐみ / 作曲：谷本新 / 編曲：CHOKKAKU
  - 木村拓哉的獨唱曲
11. 想哭的心情  （日语：泣きたい気持ち）
  - 作詞：相田毅 / 作曲：太田美知彥 / 編曲：土方隆行
  - 中居正廣的獨唱曲，後來收錄在單曲Hey Hey 每次都感謝及專輯pamS的版本是合唱版
12. 歡笑的活力
  - 作詞:森浩美 / 作曲:馬飼野康二 / 編曲:船山基紀
13. 下雪了（專輯版本）
  - 作詞:森浩美 / 作曲:馬飼野康二 / 編曲:長岡成貢 / 合唱編排：松下誠

## 外部連結
- SMAP 004（页面存档备份，存于） （Victor Entertainment）（日語）